# 梅灵 (莱茵兰-普法尔茨州)
梅灵（德語：Mehring，發音：[ˈmeːʁɪŋ]）是德国莱茵兰-普法尔茨州特里尔-萨尔堡县的市镇，总面积22.3平方千米，2023年12月31日总人口为2,536人。